# Andreï Ravkov
Andreï Ravkov (en biélorusse : Андрэй Аляксеевіч Раўкоў), né le 26 juin 1967 à Revyaki (voblast de Vitebsk), est un militaire, homme politique et diplomate biélorusse.

## Biographie
Andreï Ravkov est né à Revyaki, un village de l'ancienne République socialiste soviétique de Biélorussie. Il intègre l'armée soviétique et suit des études dans diverses académies : école militaire Souvorov de Minsk (diplômé en 1984), école supérieure de commandement militaire de Moscou (diplômé en 1988), académie militaire de Biélorussie (diplômé en 1999) et académie militaire de l'État-major général des Forces armées de la fédération de Russie (diplômé en 2005). Il gravit les échelons, de commandant de peloton à partir de 1988 au sein de l'Armée soviétique, jusqu'à commandant de bataillon dans les Forces armées biélorusses, avec le grade de lieutenant général.
Le 27 novembre 2014, il est nommé par Alexandre Loukachenko ministre de la Défense de la Biélorussie puis secrétaire d'Etat au Conseil de sécurité de Biélorussie, le 20 janvier 2020, un poste qu'il occupe jusqu'en septembre de la même année. 
Il est par la suite nommé, le 19 novembre 2020, ambassadeur en Azerbaïdjan.